# Arco del Cabo San Lucas

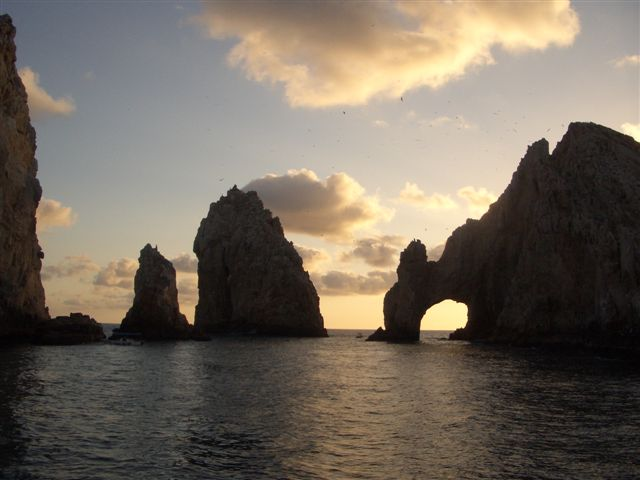
El arco del Cabo San Lucas.

El Arco de Cabo San Lucas es una formación rocosa, concretamente un arco natural, en el Cabo San Lucas, que es  el extremo sur de la Península de Baja California. Muchos sostienen que tiene el aspecto de un triceratops tomando agua. El arco separa el golfo de California del océano Pacífico. También guarda un gran parecido con el arco Hvítserkur de Islandia.
Atrae muchísimos turistas a Los Cabos ya que cada año bisiesto se forma la playa de amor porque se puede pasar por debajo.